# Bicyclus nachtetis
Bicyclus nachtetis är en fjärilsart som beskrevs av Condamin 1965. Bicyclus nachtetis ingår i släktet Bicyclus och familjen praktfjärilar. Inga underarter finns listade i Catalogue of Life.